# 中華民國90年全國運動會羽球比賽
中華民國90年全國運動會羽球比賽是中華民國90年全國運動會的正式項目之一，共產生七面金牌；賽事於2001年10月21日至10月25日在高雄縣鳳山市的高雄市立鳳西羽球館舉行。
男子單打與女子單打項目皆由上一屆金牌得主衛冕。男單決賽，高雄市的陳鋒以2比0（15-8、15-4）擊敗高雄縣的張豐進；女單決賽則由桃園縣的黃嘉琪擊敗臺南縣的陳婉茹。

## 獎牌榜

### 隊伍獎牌榜
| 排名 | 代表團 | 金牌 | 银牌 | 铜牌 | 總數 |
| ---- | ------ | ---- | ---- | ---- | ---- |
| 1    | 高雄市 | 3    | 0    | 1    | 4    |
| 1    | 桃園縣 | 3    | 0    | 1    | 4    |
| 3    | 臺南縣 | 1    | 2    | 3    | 6    |
| 4    | 臺北市 | 0    | 3    | 0    | 3    |
| 5    | 高雄縣 | 0    | 2    | 0    | 2    |
| 6    | 雲林縣 | 0    | 0    | 2    | 2    |
| 總數 | 總數   | 7    | 7    | 7    | 21   |

- 主辦地

### 項目獎牌榜
| 項目     | 金牌                                                           | 银牌                                                           | 铜牌                                                           |  |  |  |
| 男子團體 | 高雄市 劉恩宏 陳鋒 陳欽賢 胡崇賢 王嘉成 何立偉 李奇霖          | 高雄縣 陳英豪 張豐進 陳志豪 李金孝 陸幸榮 潘承延 薛軒億 鄭凱仁 | 臺南縣 連建勝 林偉翔 鄭智恭 楊士瑩 林三益 陳俊吉 蔡佳欣        |  |  |  |
| 男子單打 | 陳鋒（高雄市）                                                 | 張豐進（高雄縣）                                               | 簡佑修（雲林縣）                                               |  |  |  |
| 男子雙打 | 劉恩宏／陳欽賢（高雄市）                                       | 陳俊吉／蔡佳欣（臺南縣）                                       | 楊仕政／簡佑旬（雲林縣）                                       |  |  |  |
|          |                                                                |                                                                |                                                                |  |  |  |
| 女子團體 | 桃園縣 蔡慧敏 陳儷今 黃嘉琪 鄭筱澐 鄭韶婕 黃伊帆 萬馨淳 湯敏明 | 臺北市 陳玫君 陳怡璇 龔雅慈 程文欣 簡秀凌 鄭珮如 李孟書        | 臺南縣 李淑娟 郭令燕 潘麗雅 吳婉姿 陳菁華 盧雅郁 陳婉茹 楊郁君 |  |  |  |
| 女子單打 | 黃嘉琪（桃園縣）                                               | 陳婉茹（臺南縣）                                               | 簡毓瑾（高雄市）                                               |  |  |  |
| 女子雙打 | 蔡慧敏／陳儷今（桃園縣）                                       | 程文欣／簡秀凌（臺北市）                                       | 鄭筱澐／鄭韶婕（桃園縣）                                       |  |  |  |
|          |                                                                |                                                                |                                                                |  |  |  |
| 混合雙打 | 林偉翔／陳婉茹（臺南縣）                                       | 盧正崇／程文欣（臺北市）                                       | 蔡佳欣／李淑娟（臺南縣）                                       |  |  |  |

## 外部連結
- 90年全國運動會官方網站存檔